# Jean-Baptiste Huet

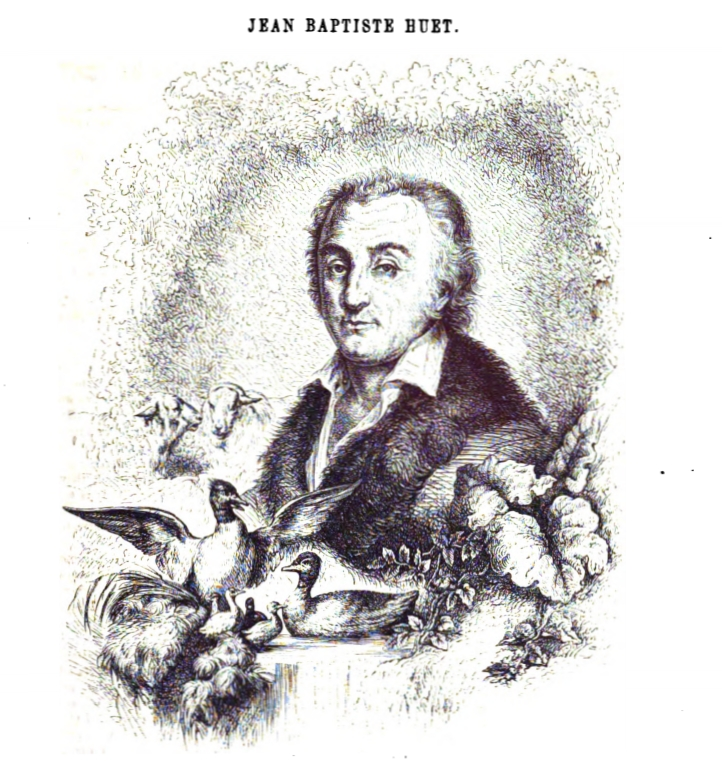
Jean-Baptiste Marie Huet

Jean-Baptiste Marie Huet, Schreibweise teilweise Huët, auch Jean-Baptiste Huet I. oder Jean-Baptiste Huet der Ältere, (* 15. Oktober 1745 in Paris; † 27. August 1811 ebenda) war ein französischer Maler, Zeichner und Radierer.

## Leben und Werk
Jean-Baptiste Huet entstammte einer Pariser Künstlerfamilie. Sein Vater war der Maler Nicolas Huet (auch Nicolas Huet der Ältere, * 1718; † nach 1788), der bei Jean-Baptiste Oudry Malerei studiert hatte. Sein Onkel Christophe Huet arbeitete ebenfalls als Maler. Die Söhne von Jean-Baptiste Huet, François Huet (1772–1813), Jean-Baptiste Huet (auch Jean-Baptist Huet II.; 1772–1852) und Nicolas Geneviève Huet (auch Nicolas Huet II.; 1767–1830) ergriffen später ebenso den Malerberuf.   

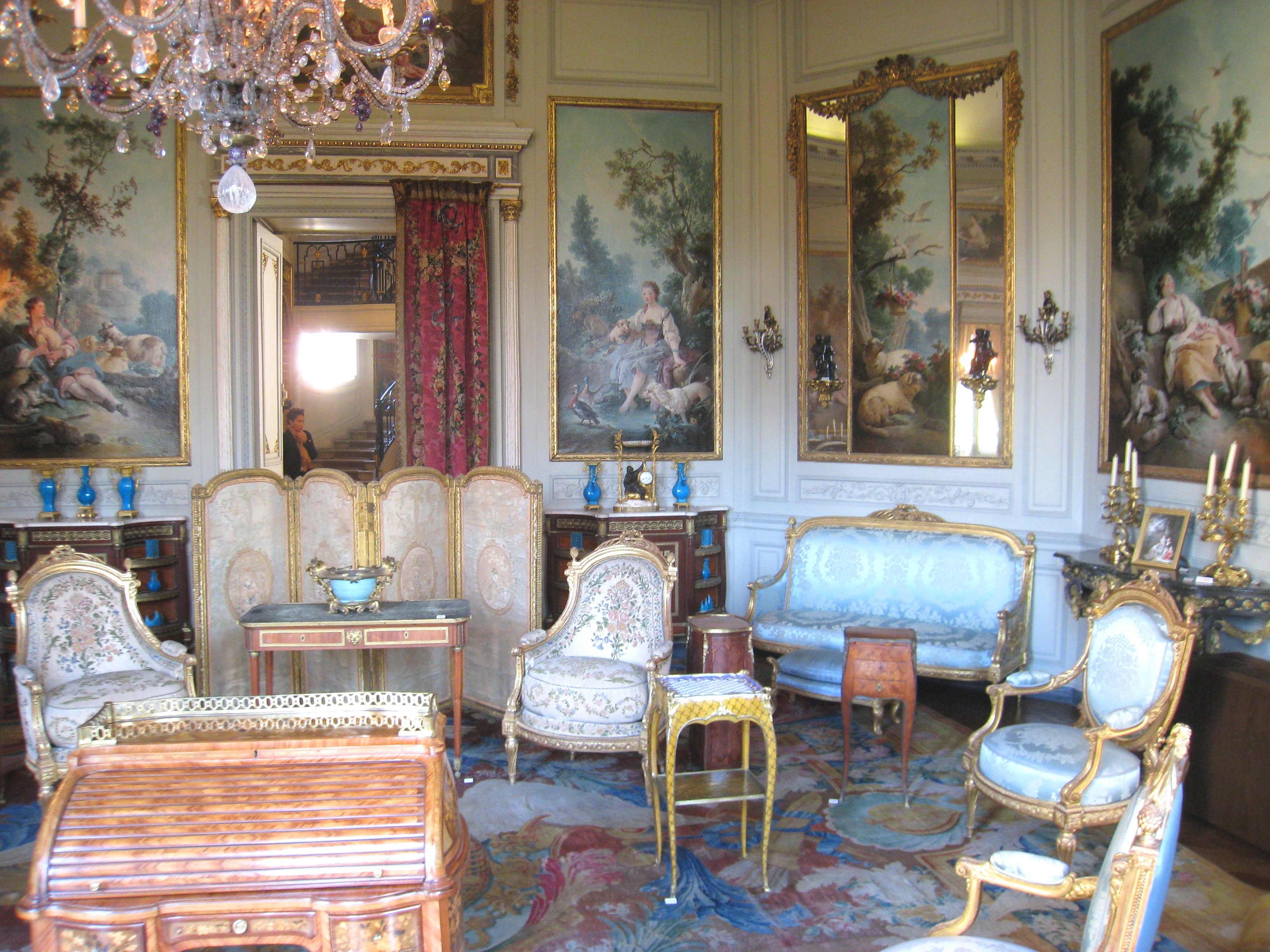
Gemälde von Jean-Baptiste Huet im Salon Huet des Musée Nissim de Camondo in Paris

Seine Ausbildung erhielt Jean-Baptiste Huet zunächst in der Werkstatt seines Vaters. Anschließend unterrichtete ihn der mit der Familie Huet verwandte Maler Charles Dagomer. Ab 1766 war Jean Baptiste Leprince sein Lehrer. Über ihn lernte Huet François Boucher kennen, mit dem er sich anfreundete. Zu seinen Freunden gehörte zudem Pierre Paul Prud’hon. Ab 1769 war Huet Mitglied der Académie royale de peinture et de sculpture. Er heiratete 1769 Marie-Geneviève Chevalier, Tochter des Malers Jean-François Chevalier. Das Paar lebte ab 1770 in einer Wohnung im Louvre. Huet erhielt mehrere Aufträge für die Ausstattung der königlichen Räume von Schloss Versailles.
Bis zur Französischen Revolution war Huet ein erfolgreicher Künstler und malte vor allem Landschaften und Schäferszenen nach dem Vorbild von Boucher oder Tierdarstellungen im Stil von Oudry. Darüber hinaus schuf er ein umfangreiches grafisches Werk in verschiedenen Techniken. Diese Arbeiten erschienen ab 1770 in zahlreichen Reproduktionen. Weiterhin stellte er wiederholt Entwürfe für die Porzellanmanufaktur Sèvres her und arbeitete an Vorlagen für Tapisserien. Zudem lieferte er Entwürfe für Tapeten und Stoffe der Fabriken von Christophe-Philippe Oberkampf und Jean-Baptiste Réveillon. In seinen letzten Lebensjahren hatte Huet die Malerei vermutlich aufgegeben und arbeitete überwiegend als Zeichner und Radierer. Zu seinem Werk gehören Illustrationen von Büchern wie Contes von Jean de La Fontaine oder Voyage pittoresque de la Grèce von Marie-Gabriel-Florent-Auguste de Choiseul-Gouffier.

## Gemälde in öffentlichen Sammlungen (Auswahl)
- Attributs Champetres, Musée des Beaux-Arts, Lyon
- Bestiaux au pâturage, Musée des Beaux-Arts, Nantes
- Paysage avec Oiseaux, Musée des Beaux-Arts, Rouen
- Un Dogue se jetant sur des Oies, Louvre, Paris
- Epagneul attaquant un dindon, Eremitage, Sankt Petersburg
- Scènes champêtres (mehrere Bilder), Salon Huet, Musée Nissim de Camondo, Paris
- Landschaft mit Liebespaar, Schwedisches Nationalmuseum, Stockholm
- La Laitière, Musée Cognacq-Jay, Paris